# Vika (Románia)
Vika románul: Vica, település Romániában (Erdély, Hunyad megye).

## Fekvése
Marosillyétől északnyugatra, Felsőbáj és Runksor közt fekvő település. 

## Története
A trianoni békeszerződés előtt  Hunyad vármegye Marosillyei járásához tartozott.
1910-ben 266 lakosából 4 német, 262 román volt. Ebből 262 görögkeleti ortodox, 4 izraelita volt.